# Kommunalwahlen in Thüringen 2019
Die Kommunalwahlen in Thüringen 2019 fanden am 26. Mai 2019 gemeinsam mit der Europawahl in Deutschland 2019 statt. Dabei wurden die Kreistage der Thüringer Landkreise, die Stadträte der kreisfreien Städte sowie zahlreiche Stadt-, Gemeinde- sowie Ortsteilräte und Ortsteilbürgermeister kreisangehöriger Gemeinden neu gewählt. Zudem wurden 20 hauptamtliche sowie 22 ehrenamtliche Bürgermeister gewählt. Gemäß der Entscheidung des Thüringer Verfassungsgerichtshofes vom 11. April 2008 gab es keine Fünf-Prozent-Hürde. Das Wahlalter lag erstmals bei 16 Jahren.
Soweit erforderlich fanden die Stichwahlen am 9. Juni 2019 statt.

## Kreistage und Stadträte der kreisfreien Städte
Gewählt wurden die Kreistage der 17 Thüringer Landkreise und die Stadträte der sechs kreisfreien Städte, zu besetzen waren 1022 Sitze. Die Wahlbeteiligung lag bei 60,3 % (2014: 51,4 %).

## Stadt- und Gemeinderäte der kreisangehörigen Städte und Gemeinden
Gewählt wurden die Stadt- und Gemeinderäte aller Thüringer kreisangehörigen Städte und Gemeinden mit Ausnahme von Föritztal (gewählt am 28. Oktober 2018), Drei Gleichen (gewählt am 14. Oktober 2018) und Silbitz (gewählt am 15. April 2018), in denen die Gemeinderatswahlen bereits 2018 stattgefunden hatten. 1.779.143 Thüringer waren wahlberechtigt, die Wahlbeteiligung lag bei 60,4  %. In 212 Gemeinden kam es zu einer Mehrheitswahl. Stärkste Partei wurde erneut die CDU, die 1523 Sitze in den Stadt- und Gemeinderäten erhielt.

## Bürgermeister
Gewählt wurden 20 hauptamtliche sowie 22 ehrenamtliche Bürgermeister. Soweit erforderlich fanden die Stichwahlen am 9. Juni 2019 statt.
Landkreis Eichsfeld
- Niederorschel: Ingo Michalewski (CDU), 56,1 Prozent
- Freienhagen: Markus Kaspari (CDU), 53,2 Prozent
- Eichstruth: Nancy Riethmüller (Wählergruppe Eichstruth),  96,8 Prozent
- Asbach-Sickenberg: Siegfried Dellemann (pl), 91,8 Prozent
- Dingelstädt: Karl Fernkorn (CDU), 93,3 Prozent
- Sickerode: Thiemo Weinrich (Freie Wähler), 100 Prozent
- Volkerode: Andreas Pudenz (Freie Wähler), 97,6 Prozent

Landkreis Nordhausen
- Bleicherode: Frank Rostek (CDU), 96 Prozent

Wartburgkreis
- Werra-Suhl-Tal: René Weisheit (Freie Wähler), 59,7 Prozent

Unstrut-Hainich-Kreis
- Kammerforst: Christian Konkel (BI Zukunft Kammerforst), 90,9 Prozent
- Unstrut-Hainich: Uwe Zehaczek (Freie Wähler), 50,3 Prozent (Stichwahl)

Kyffhäuserkreis
- An der Schmücke: Holger Häßler (pl), 54,3 Prozent
- Artern: Torsten Blümel (Die Linke), 50,5 Prozent
- Roßleben-Wiehe. Steffen Sauerbier (SPD), 80,4 Prozent

Landkreis Schmalkalden-Meiningen
- Rippershausen: Frank Bandemer (LSV Rhönpforte e. V.), 61,6 Prozent
- Ritschenhausen:  Felix Jacob Winkel (pl), 70,1 Prozent
- Utendorf: Martin Thiel (pl), 52,8 Prozent (Stichwahl)
- Belrieth: Dieter Antler (pl), 73,4 Prozent (Stichwahl)
- Brotterode-Trusetal: Kay Großmann (pl), 78,4 Prozent

Landkreis Gotha
- Nessetal: Eva-Marie Schuchardt (Freie Wähler),  54,8 Prozent

Landkreis Sömmerda
- Buttstädt: Hendrik Blose (CDU), 96,5 Prozent
- Kindelbrück: Roman Zachar (pl), 68,4 Prozent

Landkreis Hildburghausen
- Heldburg: Christopher Other (CDU), 91,0 Prozent
- Straufhain: Tino Kempf (Freie Wähler), 61,2 Prozent

Ilm-Kreis
- Geratal: Dominik Straube (CDU), 55 Prozent
- Großbreitenbach: Peter Grimm (WFE – WIR FÜR EUCH), 65,8 Prozent (Stichwahl)

Landkreis Weimarer Land
- Am Ettersberg: Thomas Heß (CDU), 65,2 Prozent (Stichwahl)
- Klettbach: Franziska Hildebrandt (pl), 71,8 Prozent
- Buchfart: Alexander Romanus (Freie Wähler), 100 Prozent
- Mechelroda: Tino Wagner (pl), 88,5 Prozent

Landkreis Sonneberg
- Frankenblick: Ute Müller-Gothe (CDU), 61,4 Prozent (Stichwahl)

Landkreis Saalfeld-Rudolstadt
- Schwarzatal: Kathrin Kräupner (pl), 71 Prozent
- Meura: Heiko Siegel (pl), 53,6 Prozent (Stichwahl)
- Allendorf: Christian Bechmann (Freiwillige Feuerwehr), 95,1 Prozent

Saale-Holzland-Kreis
- Bibra: Udo Große (Freie Liste / Bauernverband), 83 Prozent

Saale-Orla-Kreis
- Burgk: Ralf Rosenkranz (pl), 82 Prozent
- Gössitz: Sandro Schindler (pl), 92,9 Prozent
- Rosenthal am Rennsteig: Peter Keller (Freie Wähler), 60,1 Prozent

Landkreis Greiz
- Reichstädt: Henryk Mäder (Pro Ländlicher Raum), 88,7 Prozent
- Schwarzbach: Steffen Gruber (pl), 98,5 Prozent
- Mohlsdorf-Teichwolframsdorf: Petra Pampel (IWA), 64,6 Prozent

Landkreis Altenburger Land
- Lucka: Kathrin Backmann-Eichhorn (pl), 95,8 Prozent

## Ortsteil-/Ortschaftsbürgermeisterwahl
Zu wählen waren 772 Ortsteil- bzw. Ortschaftsbürgermeister. 574.553 Bürger waren wahlberechtigt, die Wahlbeteiligung lag bei 62,2  %. Im Ergebnis der Wahl stellt die CDU 83 Ortsteil-/Ortschaftsbürgermeister, Die Linke 7, die SPD 16 und die FDP drei. 663 gewählte Ortsteil- bzw. Ortschaftsbürgermeister sind parteilos.